# 北遼
北遼（ほくりょう、1122年 - 1123年）は、中国史料で存在した遼の亡命政権の呼称。都は南京（燕京、現在の北京）。

## 概要
1122年に、遼の天祚帝が入来山で金の太祖によって大敗し、長春に逃れた。そのため、留守を託された遼の皇族の耶律大石は大臣の李処温とともに、3月17日に天祚帝の従父の耶律淳を天錫帝として擁立し、勝手に天祚帝を「湘陰王」に格下げしてしまった。この王朝は国号を「北遼」と称し、金と対抗した。
6月24日、天錫帝が61歳で病死すると、天祚帝の太子で五男の秦王耶律定が擁立され、天錫帝の未亡人の徳妃蕭普賢女が摂政となり国政を担った。しかし、1123年正月、燕京が金の攻撃を受けると、これを支えきれずに耶律定と蕭普賢女と耶律大石らに支えられて、長春から西方の雲中（現在の山西省大同市）の陰山に移動した天祚帝のもとに身を寄せる事になった。天祚帝は怒りから叔母の蕭普賢女を処刑し、耶律淳を庶民として属籍から除名した。
同年5月8日、南京（燕京）にいた遼の大臣たちは再び「北遼」を建国し、天祚帝の次男の梁王耶律雅里（耶律定の同母兄）を北遼の皇帝として、遼から自立した。だが、10月に耶律雅里は病没した。そのため、蕭徳烈らは今度は天錫帝の従弟の耶律朮烈を擁立させた。しかし、11月に金軍に包囲され、耶律朮烈は内訌によって家臣たちに弑された。こうして、北遼は滅亡を迎えることになった。

## 北遼の歴代君主
1. 宣宗天錫帝 耶律淳
2. 秦王 耶律定（摂政：徳妃 蕭普賢女）
3. 梁王 耶律雅里
4. 耶律朮烈

## 北遼の年号
1. 建福（1122年3月 - 6月）
2. 徳興（1122年6月 - 1123年2月）
3. 神暦（1123年5月 - 11月）